# ليني (فلم)
ليني (بالإنجليزية: Lenny) هو فيلم دراما تم إنتاجه في الولايات المتحدة وصدر في سنة 1974. الفيلم من إخراج بوب فوس.

## بطولة
- داستين هوفمان

## الميزانية والإيرادات
حقق أرباحا تقدر بـ 11,622,000 دولار.

### ترشيحات وجوائز
| السنة | الحدث  | الفئة     | النتيجة |
| ----- | ------ | --------- | ------- |
|       | أوسكار | أفضل فيلم | ترشـيـح |

## وصلات خارجية
- مقالات تستعمل روابط فنية بلا صلة مع ويكي بيانات